# Dolf Selbach
Dolf Selbach (* 29. November 1929; † 21. Februar 2010 in Düsseldorf) war ein deutscher Herrenausstatter und Kunstsammler.

## Leben
Geboren und aufgewachsen in Lippstadt, lernte Selbach in Düsseldorf bei Herbert Stock und eröffnete 1963 sein erstes Geschäft. Die Vorbilder für seinen „twen shop“ fand er in Paris und New York. Das erste Geschäftslokal hatte zunächst nur 80 Quadratmeter. Er ließ Jacken, Hemden und Hosen nach seinen Vorstellungen schneidern und fand eine neue Zielgruppe. Als einer der ersten Deutschen importierte er italienische Herrenmode wie Missoni, Lorenzini, Aida Barni, später Versace, Roberto Cavalli, Stone Island und andere. Später entdeckte er auch die französischen Designer Christian Dior, Jean-Paul Gaultier und die Engländer mit Katharine Hamnett, Paul Smith und Vivienne Westwood für seine Läden. Die Geschäftsräume in Düsseldorf (Königsallee und Berliner Allee), Berlin (Kurfürstendamm, Ecke Bleibtreustraße) und Hamburg (Jungfernstieg) und Neuer Wall wurden nach eigenen Plänen von Dolf Selbach ausgebaut. Neben Eigenkreationen wurden gehobene Marken wie Brioni, Costume National Homme, Christian Dior, Etro, Gucci, Kiton, Helmut Lang, Loro Piana, Prada, Jil Sander und Ermenegildo Zegna angeboten. 1999 verkaufte er sein Unternehmen an die Dressler-Firmengruppe. Seine Kunstsammlung mit Werken von Ernst Wilhelm Nay, Fernando Botero, Keith Haring und vielen anderen wurde im Februar 2011 in der Villa Grisebach in Berlin versteigert.

## Rezeption in Literatur und Kunst
Selbach wird bei Rolf Dieter Brinkmann erwähnt. 1981 wurde er von Andy Warhol porträtiert. Das Dramolett Claus Peymann kauft sich keine Hose, geht aber mit essen (2001) von Benjamin von Stuckrad-Barre spielt bei Selbach auf dem Kurfürstendamm.